# Alianza (Honduras)
Alianza es un municipio del departamento de Valle en la República de Honduras.

## Toponimia
Su nombre procede de un resultado del esfuerzo y la unión de las comunidades para la creación de un municipio.

## Límites
| Orientación | Límite                        |
| ----------- | ----------------------------- |
| Norte       | Municipio de Goascorán, Valle |
| Sur         | Golfo de Fonseca              |
| Este        | Municipio de Nacaome, Valle   |
| Oeste       | República de El Salvador      |

## Historia
Fue fundado por los indios Chortis, conocido con el nombre de Hacienda de Mongoya.
En 1844, pertenecía a Goascorán.
En 1847, se reconoció como municipio con el nombre de Alianza.

## Turismo

### Fiesta Patronal
El santo patrón del municipio es San José; la fiesta patronal se celebra el 19 de marzo.

## División política
Aldeas: 6 (2013)
Caseríos: 40 (2013)
| Código | Aldea            |
| ------ | ---------------- |
| 170201 | Alianza          |
| 170202 | Alto de Jesús    |
| 170203 | Los Amates       |
| 170204 | San Jerónimo     |
| 170205 | San Pedro Calero |
| 170206 | Sonora           |
|        | Los Luices       |
|        | El Cubulero      |
|        | El Estero        |
|        | Playa Grande     |
|        | La Ceiba         |
|        | Playitas         |
|        | Calicanto        |
|        | Valle Nuevo      |
|        | El Aceituno      |
|        | El Capulín       |
|        | La Laguna        |